# 돌아온 일지매
《돌아온 일지매》는 MBC에서 2009년 1월 21일부터 2009년 4월 9일까지 방영된 수목 미니시리즈이다.
이 드라마는 고우영 화백의 《일지매》를 원작으로, 전형적인 영웅상에서 탈피하여 때로는 우리와 다를 바 없는 인간적 면모를 가지는 새로운 영웅을 그렸다.

## 등장 인물

### 주요 인물
- 정일우 : 일지매(一枝梅) 역
- 윤진서 : 여월희 / 달이(汝月姬) 역
- 김민종 : 구자명(具自明) 역
- 정혜영 : 백매(白梅) 역

### 주변 인물
- 박근형 : 김자점 역
- 이기영 : 박비수 역
- 이계인 : 걸치(乞恥) 역
- 박철민 : 왕횡보(王橫步) 역
- 오영수 : 열공스님(熱空尼) 역
- 강남길 : 배선달 역
- 박병훈

### 그 외
- 정동환 : 최명길 역
- 이현우 : 차돌이 역
- 서찬호 : 불가사리 역
- 여민주 : 경옥(敬玉) 역
- 전수연 : 수련(需鍊) 역
- 강신일 : 강세욱(달이 아버지) 역
- 박산다라 : 리에 역
- 정성일 : 코타로 역
- 이정용 : 양포(梁抱) 역
- 조이삼 : 성게(性憩) 역
- 김유현 : 모란공주 역
- 황정리 : 미야모토 무사시 역
- 정희태 : 우돌 역
- 권성덕 : 택암스님(타쿠앙 소호) 역
- 백인철 : 손석주 역
- 문회원 : 심찬규 역
- 김보라 : 숙영 아씨 역
- 정민성 : 부지부장 역
- 천호진 : 홍타이지 역
- 강지후 : 호오거 역
- 이영후 : 경중명 역
- 차준환 : 어린 일지매 / 영이 역
- 김민하

## 시청률
최저 시청률과 최고 시청률은 시청률 조사회사와 지역별로 시청률에 차이가 있을 수 있습니다.
| 2009년 | 2009년   | 2009년         | 2009년       |
| 회차   | 방송일   | AGB 시청률     | AGB 시청률   |
| 회차   | 방송일   | 대한민국(전국) | 서울(수도권) |
| ------ | -------- | -------------- | ------------ |
| 제1회  | 1월 21일 | 16.8%          | 18.2%        |
| 제2회  | 1월 22일 | 16.1%          | 17.9%        |
| 제3회  | 1월 28일 | 17%            | 18.2%        |
| 제4회  | 1월 29일 | 15.5%          | 16.7%        |
| 제5회  | 2월 4일  | 14.5%          | 14.9%        |
| 제6회  | 2월 5일  | 15.3%          | 15.8%        |
| 제7회  | 2월 11일 | 10.8%          | 11.4%        |
| 제8회  | 2월 12일 | 13.9%          | 15.3%        |
| 제9회  | 2월 18일 | 11.2%          | 11.7%        |
| 제10회 | 2월 19일 | 11.6%          | 11.3%        |
| 제11회 | 2월 25일 | 11.8%          | 12.7%        |
| 제12회 | 2월 26일 | 11.9%          | 12.1%        |
| 제13회 | 3월 4일  | 9.8%           | 10%          |
| 제14회 | 3월 5일  | 10.6%          | 11.3%        |
| 제15회 | 3월 11일 | 9.3%           | 9.9%         |
| 제16회 | 3월 12일 | 9.5%           | 10.3%        |
| 제17회 | 3월 18일 | 8.7%           | -            |
| 제18회 | 3월 19일 | 8.3%           | -            |
| 제19회 | 3월 25일 | 8.5%           | -            |
| 제20회 | 3월 26일 | 8.3%           | -            |
| 제21회 | 4월 1일  | 8.8%           | 9.3%         |
| 제22회 | 4월 2일  | 9.2%           | 10.1%        |
| 제23회 | 4월 8일  | 7.8%           | 8.2%         |
| 제24회 | 4월 9일  | 8.8%           | 9.4%         |

## 돌아온 일지매
- 1970년대 당시 한국 사회를 뒤흔들었던 명작 만화를 황인뢰 감독의 손을 통해 드라마 <돌아온 일지매>로 30년 만에 부활한 셈. 연출을 맡은 황인뢰 감독은 “태어나자 마자 버려진 일지매는 청나라로 입양되어 성장하지만 친부모를 찾아 고국으로 돌아온다. 기구한 운명에 의해 일본으로 건너가게 되지만 자기 정체성을 찾기 위해 다시 조선으로 돌아온다. 훗날 병자호란을 막기 위해 중국으로 떠나 거사를 도모하지만, 결국은 자신을 낳아준 조선으로 돌아오게 된다. <돌아온 일지매>는 그 과정의 의미를 담고 있다” 며 제목의 의미를 풀이했다. 또한 “원작과 원작자 고우영에 대한 존경심을 연출과정에 최대한 반영하겠다”면서도 스토리를 원작보다 확대해 보여줄 계획이라고 밝혔다.

- 원작은 일지매가 병자호란을 막기 위해 중국으로 떠나면서 이야기가 끝나지만 드라마는 중국으로 건너간 일지매의 활약상과 병자호란 발발 당시의 상황까지 담을 예정이라는 황인뢰 감독의 설명이다. ‘돌아온 일지매’는 격변기 조선시대, 태어나자마자 매화가지 아래 버려졌던 갓난 아이가 평민들을 구하는 의적에서 나라의 운명을 수호하는 전설적인 영웅으로 변모하는 일지매의 활약상을 담은 드라마이다.[2]

## 참고 사항
- 이경영이 달이(윤진서 분)의 양부 역으로 카메오 출연할 예정이었으나[3] 미성년자 성매매 사건에 휘말려[4] 지상파 3사 출연금지 명단에 올라 있어서 좌절됐는데 드라마 <배가본드>에 섭외가 확정되어[5] SBS 출연금지 명단에서 해금되었으며 2014년 이후에는 MBC에서도[6] 출연금지가 해제됐다.

## 같이 보기
- 일지매
- 일지매
- 일지매 (MBC, 1993년)
- 일지매 (SBS, 2008년)